# Alfred Gerdes
Alfred Gerdes   (Múnic, 24 d'octubre de 1916 - Constança, 15 de juliol de 2006), va ser un jugador d'hoquei sobre herba alemany que va competir durant la dècada de 1930.
El 1936 va prendre part en els Jocs Olímpics de Berlín, on va guanyar la medalla de plata com a membre de l'equip alemany en la competició d'hoquei sobre herba.